# 大岩桐
大岩桐（學名：Sinningia speciosa），大岩桐為園藝貿易的俗稱，是苦苣苔科岩桐屬的多年生球根花卉家族成員其种加词“speciosa”意为“外表美丽的”。
長大而鮮艷的花朵，所以常用作园艺植物。生長於南美洲巴西的热带草原。大岩桐通常在春、夏季開花，它的抗寒區為10-12。

## 分類
在1817年於巴西發現大岩桐，並引進培殖，本來沿用相同的名稱，被歸類為大岩桐屬的植物，花商的大岩桐有時會用於區分根莖類的品種，但後來透過跟其他同屬植物比較，才知道當年的分類錯了，所以現時被歸類為岩桐屬植物。

## 種植
大岩桐可由種子種植，但從發芽到開花，需時七個月，因此，一般種植都會從葉片或枝幹杄插來種植新株。它可生長出體積大、天鵝絨般的質感，並且顏色鮮豔的花朵，是一種受歡迎的室內植物。栽種環境的要求相似於非洲紫羅蘭，不同的是，它通常更需要陽光及經常有休眠狀態，塊莖應保持乾爽，直至它重新發芽。